# Barrio Caima
Barrio Caima es un barrio de la comuna de Desvío Arijón, Argentina,  en el departamento San Jerónimo de la provincia de Santa Fe. Se halla recostada sobre el río Coronda, 5 kilómetros al norte de la sede comunal. La zona consiste en varias urbanizaciones más o menos conectadas entre la Ruta Nacional 11 y el río Coronda, por este último y su cercanía a la ciudad de Santa Fe de la Vera Cruz se encuentran en la zona muchas casas de fin de semana.
En Caima se encuentra la toma de agua para el riego de la comuna.

## Población
Cuenta con 1655 habitantes (Indec, 2010), lo que representa un incremento del 7,4% frente a los 1541 habitantes (Indec, 2001) del censo anterior.
| Gráfica de evolución demográfica de Barrio Caima entre 1991 y 2010 |
|                                                                    |
| Fuente: Censos nacionales del INDEC                                |